# À Queima-Roupa
Point Blank (bra/prt: À Queima-Roupa) é um filme estadunidense de 1967, do gênero drama de ação e suspense policial, dirigido por John Boorman, com roteiro de Alexander Jacobs , David Newhouse  e Rafe Newhouse baseado no romance The Hunter, de Richard Stark.

## Elenco
- Lee Marvin...Walker
- Angie Dickinson...Chris
- Keenan Wynn...Yost
- Carroll O'Connor...Brewster
- Lloyd Bochner...Frederick Carter
- Michael Strong...Stegman
- John Vernon...Mal Reese
- Sharon Acker...Lynne
- James B. Sikking... matador de aluguel

## Sinopse
Traído pelo melhor amigo e por sua esposa, de quem este era amante, Walker é abandonado para morrer. Dado como morto, ele se alia a uma organização criminosa em busca de vingança, usando como cúmplice sua ex-cunhada.

## No Brasil
Em 29 de março de 1968, Point Blank era anunciado nas salas da Cinelândia (Rio de Janeiro) quando ocorreu a morte do estudante Edson Luís de Lima Souto, baleado "à queima-roupa" pela Polícia Militar, que reprimia uma manifestação estudantil. Frases como "Balas matam a fome?", "Velhos no poder, jovens no caixão" e "Eles mataram um estudante... e se fosse seu filho?" foram escritas em cartazes do filme como protesto pelo ocorrido.